# NGC 6858
NGC 6858 est un amas ouvert situé dans la constellation de l'Aigle. Il a été découvert par l'astronome britannique John Herschel en 1826.
NGC 6858 est à 1 310 ± 60 pc (∼4 270 al) du système solaire et les dernières estimations donnent un âge de 2,5 milliards d'années. La taille apparente de l'amas est de 10,0 minutes d'arc, ce qui, compte tenu de la distance et grâce à un calcul simple, équivaut à une taille réelle de 12,4 ± 0,6 al.
Le professeur Seligman et Wolfgang Steinicke considèrent NGC 6858 comme un groupe d'étoiles et non comme un amas ouvert. NGC 6858 ne figure pas sur le site WEBDA qui est consacré aux amas ouverts. Cependant, les bases de données astronomiques NASA/IPAC, Simbad et HyperLeda considèrent NGC 6858 comme un amas ouvert.